# نل مک‌آندرو
نل مک‌آندرو (انگلیسی: Nell McAndrew؛ با اسم شناسنامه‌ای تریسی جین مک‌آندرو، زادهٔ ۶ نوامبر ۱۹۷۳) مدل اهل بریتانیا است. او همچنین یک ورزشکار آماتور، با بهترین زمان ماراتن 2:54:39 است. او در فعالیت‌های خیریه و کمک به بیماران و انجمن‌هایشان نیز شرکت کرده است.